# Baroniella multiflora
Baroniella multiflora là một loài thực vật có hoa trong họ La bố ma. Loài này được Pierre Choux mô tả khoa học đầu tiên năm 1913 dưới danh pháp Baseonema multiflorum. Năm 1955 Arthur Allman Bullock chuyển nó sang chi Baroniella.

## Phân bố
Loài này đặc hữu Madagascar.